# Jean Paul Strauss
Jean Paul Strauss Martínez de la Torre (Lima, 25 de febrero de 1971) es un cantante, productor musical y actor peruano-alemán. Obtuvo la gaviota de plata como «mejor intérprete internacional» en el Festival Internacional de la Canción de Viña del Mar en 2004.

## Biografía
Jean Paul Strauss nació en Lima, el 25 de febrero de 1971. Realizó sus estudios escolares en el Colegio Mater Purísima en Miraflores. Fue partícipe en fotonovelas durante su infancia. Strauss viajó a Chile con su madre, donde realizó estudios de Publicidad en el Instituto de Publicidad de Santiago (1988-1989).
En 1994 lanzó su disco debut titulado Simplemente Strauss con lo cual logró su primera incursión en el Festival de Viña del Mar de 1994. En el Festival de Viña del Mar de 1994, fue premiado por la prensa internacional como mejor artista de competencia.
En 1995, su tema "De todo lo mío, lo mío es más" fue programado en radios de Lima, logrando ubicarse en el primer lugar durante 9 semanas. Se ha presentado en escenarios en Perú así como también en Chile y Argentina, compartiendo con otros artistas como Alberto Plaza, el español Marcos Llunas y los argentinos Charly García y Nito Mestre. Siempre ha estado vinculado a la labor social, de hecho ha sido imagen de "Teleamor" y "Televida", en diferentes oportunidades con canciones compuestas por él especialmente para estas ocasiones. También diversas obras de teatro y teleseries de corte internacional han sido musicalizadas por Jean Paul.
En 1996, grabó el disco Pensando en ti, del cual destacan los temas "De todo lo mio" , "Yo quiero ser" y "Si no estuvieras aquí", baladas con las cuales además comenzaron a musicalizar telenovelas. Al mismo tiempo participó en uno de los papeles principales de la telenovela peruana Obsesión.
En 1998, junto a Gianmarco, Jorge Pardo y Domingo Giribaldi del Mar, comenzó la puesta en escena del espectáculo músico-teatral Voces y Cuerdas, con papel protagónico.
En 2004, en el XLV Festival Internacional de la Canción de Viña del Mar, obtuvo la "Gaviota de Plata" como Mejor Intérprete Internacional con el tema "Vida".
En 2009, participó como "héroe" en El show de los sueños, reality show de canto y baile. Ocupó el segundo lugar en esa temporada, clasificando para la siguiente llamada Reyes del show, donde resultó ganador.
En junio de 2010, se confirmó su debut como actor de cine en la película Las malas intenciones de la directora Rosario García-Montero, estrenada en 2011. En julio recibió disco de platino por superar las 10 000 copias vendidas de su disco de jazz Vibra Perú.
En 2010, también, musicalizó la telenovela de Prófugas del destino de TV Azteca.
En 2011, participó en el musical Casi normal (Next To Normal) como Dan Goodman. El mismo año grabó junto a Marcos Llunas el tema principal de la telenovela Ana Cristina, "Ella es".
En 2012, presentó el show y lanzará el disco Fiesta Perú, que incluye huaino, cumbia, salsa, festejos y baladas.
Strauss es concursante del talent show Tu cara me suena.
En 2020 participó en el programa La Máscara, donde interpretó a Espejo, llegó a ocupar el 7.º puesto.

## Discografía
- Simplemente Strauss (1994)
- Pensando en ti (1995)
- Cara o cruz (1999)
- Renacer (2007)
- Vibra Perú (2008)
- Fiesta Perú (2012)

## Créditos

### Televisión
- Obsesión (1996) como "El flaco".
- El show de los sueños: amigos del alma (2009), concursante. 2° puesto.
- El show de los sueños: reyes del show (2009), concursante. Ganador.
- Lalola (2011) como Él mismo.
- Tu cara me suena (2013), concursante.
- La Máscara (2020), concursante.

### Películas
- Las malas intenciones (2011) como Francisco.
- Quiero saber (2012)

### Teatro
- Voces y Cuerdas (1998)
- Casi normal (2011) como Dan Goodman.